# Banvou
Banvou est une commune française, située dans le département de l'Orne en région Normandie, peuplée de 630 habitants.

## Géographie
Cette commune du Passais est aux confins du Domfrontais et du pays d'Houlme, en Bocage normand. Son bourg est à 11 km au sud de Flers, à 13 km au nord-est de Domfront et à 18 km au nord-ouest de La Ferté-Macé.
| Le Châtellier          | Le Châtellier, Saint-André-de-Messei | Saint-André-de-Messei  |
| Le Châtellier          | Banvou                               | La Ferrière-aux-Étangs |
| Saint-Bômer-les-Forges | Dompierre                            | La Ferrière-aux-Étangs |

### Hydrographie
La commune est située dans le bassin Loire-Bretagne. Elle est drainée par la Varenne et le Mousse la Morinière,,.
La Varenne, d'une longueur de 60 km, prend sa source dans la commune de Messei, à une altitude de 239 mètres, près du hameau de la Bédellerie, et se jette  dans la Mayenne à Ambrières-les-Vallées à une altitude de 94 mètres, après avoir traversé 17 communes. 

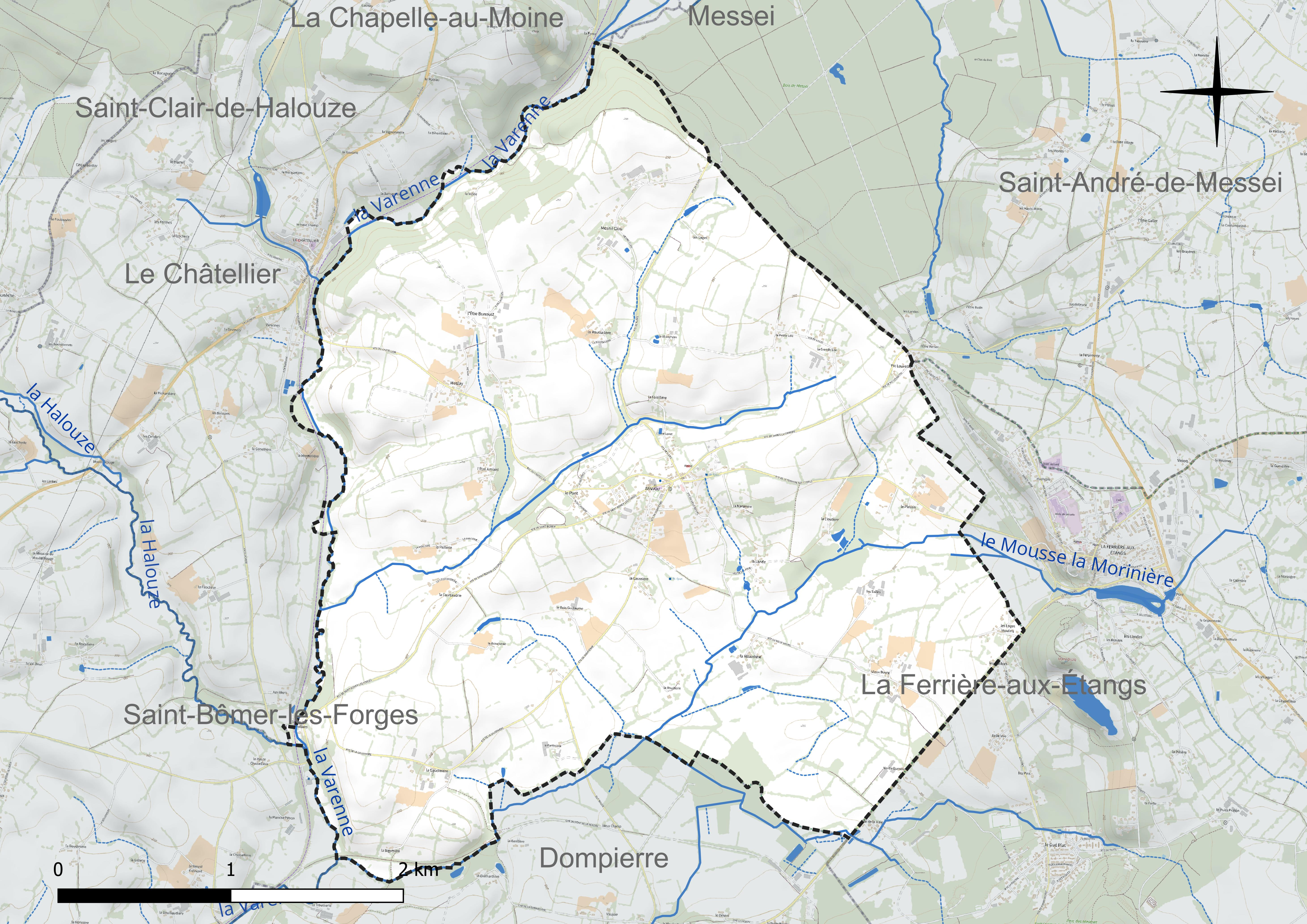
Réseau hydrographique de Banvou.

### Climat
Pour des articles plus généraux, voir Climat de la Normandie et Climat de l'Orne.
En 2010, le climat de la commune est de type climat océanique franc, selon une étude du CNRS s'appuyant sur une série de données couvrant la période 1971-2000. En 2020, Météo-France publie une typologie des climats de la France métropolitaine dans laquelle la commune est exposée à un climat océanique et est dans la région climatique Normandie (Cotentin, Orne), caractérisée par une pluviométrie relativement élevée (850 mm/a) et un été frais (15,5 °C) et venté. Parallèlement le GIEC normand, un groupe régional d’experts sur le climat, différencie quant à lui, dans une étude de 2020, trois grands types de climats pour la région Normandie, nuancés à une échelle plus fine par les facteurs géographiques locaux. La commune est, selon ce zonage, exposée à un « climat contrasté des collines », correspondant au Bocage normand, bien arrosé, voire très arrosé sur les reliefs les plus exposés au flux d’ouest, et frais en raison de l’altitude.
Pour la période 1971-2000, la température annuelle moyenne est de 10,1 °C, avec une amplitude thermique annuelle de 13,2 °C. Le cumul annuel moyen de précipitations est de 942 mm, avec 13,5 jours de précipitations en janvier et 7,9 jours en juillet. Pour la période 1991-2020, la température moyenne annuelle observée sur la station météorologique la plus proche, située sur la commune de Briouze à 14 km à vol d'oiseau, est de 10,9 °C et le cumul annuel moyen de précipitations est de 920,5 mm,. Pour l'avenir, les paramètres climatiques de la commune estimés pour 2050 selon différents scénarios d’émission de gaz à effet de serre sont consultables sur un site dédié publié par Météo-France en novembre 2022.

## Urbanisme

### Typologie
Au 1er janvier 2024, Banvou est catégorisée commune rurale à habitat dispersé, selon la nouvelle grille communale de densité à sept niveaux définie par l'Insee en 2022.
Elle est située hors unité urbaine. Par ailleurs la commune fait partie de l'aire d'attraction de Flers, dont elle est une commune de la couronne,. Cette aire, qui regroupe 38 communes, est catégorisée dans les aires de 50 000 à moins de 200 000 habitants,.

### Occupation des sols
L'occupation des sols de la commune, telle qu'elle ressort de la base de données européenne d’occupation biophysique des sols Corine Land Cover (CLC), est marquée par l'importance des territoires agricoles (92,6 % en 2018), en diminution par rapport à 1990 (95,3 %). La répartition détaillée en 2018 est la suivante : 
prairies (56,6 %), terres arables (26,6 %), zones agricoles hétérogènes (9,4 %), forêts (3,6 %), zones urbanisées (2,7 %), milieux à végétation arbustive et/ou herbacée (1,2 %). L'évolution de l’occupation des sols de la commune et de ses infrastructures peut être observée sur les différentes représentations cartographiques du territoire : la carte de Cassini (XVIIIe siècle), la carte d'état-major (1820-1866) et les cartes ou photos aériennes de l'IGN pour la période actuelle (1950 à aujourd'hui).

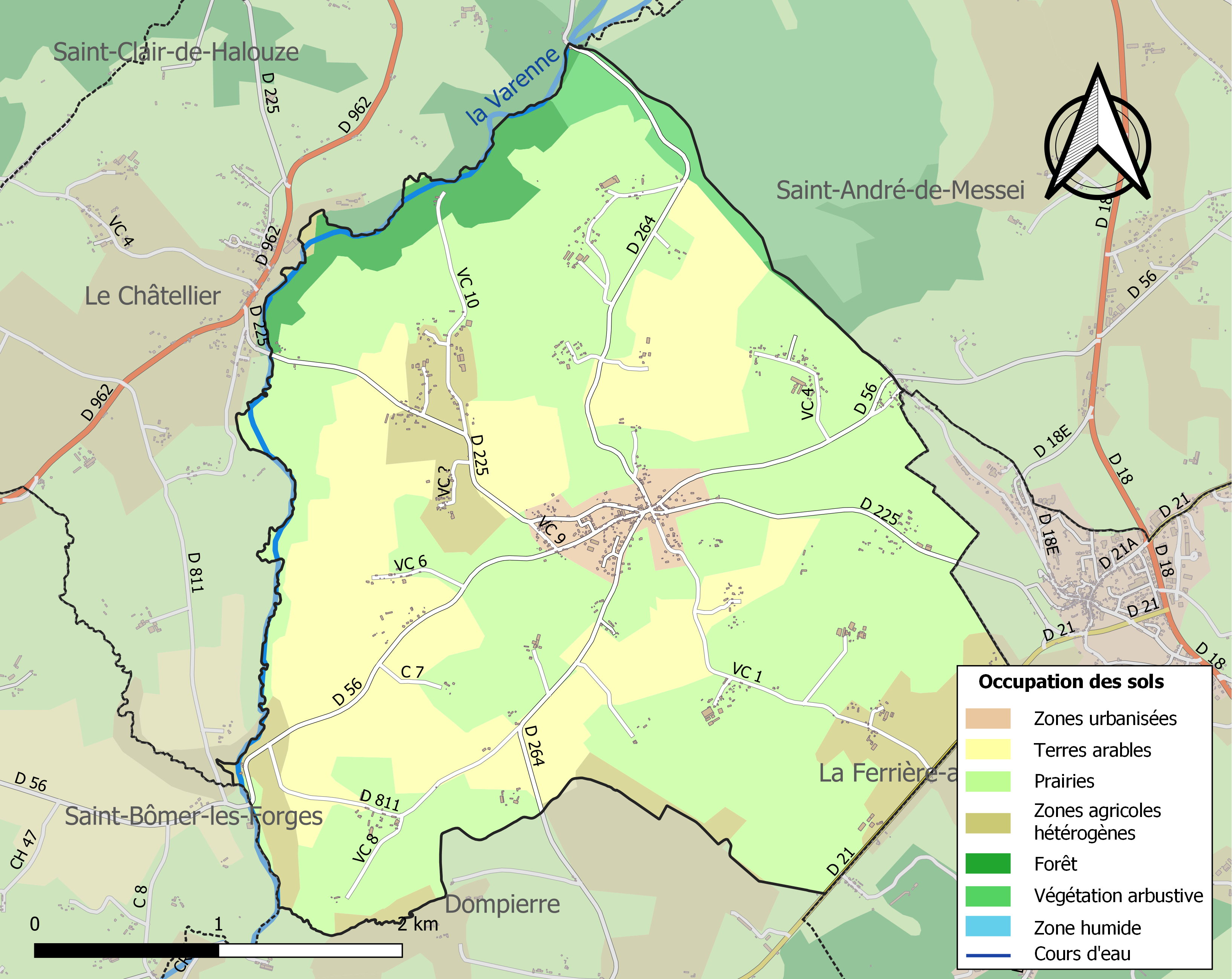
Carte des infrastructures et de l'occupation des sols de la commune en 2018 (CLC).

## Toponymie
Le lieu est attesté sous la forme Banvo en 1199.
La finale -ou, que l'on rencontre au sud de la Normandie et au-delà, s'explique généralement par le gaulois -avo > -avum, suffixe locatif.
René Lepelley et Xavier Delamarre expliquent le premier élément par le gaulois *banuos « jeune porc » (cf. irlandais banb « jeune porc », gallois banw « jeune porc », breton bano « truie »). Ce dernier pose un possible type toponymique *Banuavum équivalent des Porchères, Pourcieux de la toponymie romane, reprenant en cela la proposition d'Albert Dauzat et Charles Rostaing.
Le gentilé,  Banoïcien, comme c'est fréquemment le cas, repose sur une étymologie erronée, puisque selon les règles de la phonétique historique, Banoicum ne peut pas avoir abouti à Banvou.

## Histoire
L'histoire de Banvou se confond pour une large part avec l'histoire du Passais. 

### Moyen Âge

#### Haut Moyen Âge
À proximité de Banvou, vers le lieu-dit de Pic-Louvette et de la chapelle Sainte-Anne, se croisaient trois voies romaines, ou plus probablement mérovingiennes 48° 40′ 19″ N, 0° 32′ 02″ O :
- celle de Jublains à Vieux qui après avoir traversé Dompierre, a servi de limite entre la commune de La Ferrière-aux-Étangs de celle de Banvou, puis servait aussi de limite entre Saint-André-de-Messei et Banvou, avant de se diriger vers la commune du Châtellier [23] [24] [25];
- celle du Mans à Valognes ;
- puis enfin celle de Rennes à Lisieux.

Au VIe siècle, saint Innocent, évêque du Mans, envoie de nombreux ermites pour prêcher le christianisme dans les campagnes du Passais, et plus particulièrement saint Ernier à Ceaucé; celui-ci vécu également à Banvou.
Dès le XIIe siècle une église dénommée "ecclesia St Ernerii de Banvo" est construite en ce lieu .

Une forteresse mérovingienne entourée de fossés pavés serait à l'origine du vieux bourg de Banvou, où se trouve actuellement la chapelle Saint-Ernier.48° 39′ 18″ N, 0° 32′ 13″ O

#### Période du duché de Normandie
Au XIe siècle, Guillaume II Talvas de Bellême, est suzerain de Banvou et de toute la région environnante.

#### Période de l'Empire Plantagenêt
Vers 1142, Thomas, seigneur de Banvou, donne l'église Saint-Ernier au chapitre de Sées, acte reconnu par Hugues de Saint-Calais, alors évêque du Mans.
Vers 1184, le pape Lucius III confirme à Raoul du Merle (descendant de Ranulf du Merle ?), prêtre et chanoine de Sées, la possession de l'église Saint-Ernier de Banvou, concédée par le prieur du chapitre de Sées.

##### Légende arthurienne
De nombreux rapprochement anthroponymiques et toponymiques de la région laissent penser que le pays du Passais et plus particulièrement la paroisse de Banvou et ses environs, sont à l'origine d'une partie des récits arthuriens, et plus particulièrement ceux se rapportant à Lancelot du Lac

.
Banvou serait Bannou puis Banoicum vicum, soit selon la légende,  « le bourg de Ban ».
La paroisse de Banvou se situait sur une position de carrefour privilégiée à la jonction de quatre anciens diocèses : Le Mans, Séez, Bayeux et Avranches.
D'autre part le personnage de saint Ernier associé à de nombreux miracles comme celui de la fontaine qui déclenche des orages lorsque l'on y plonge son reliquaire ou encore celui d'une aubépine qui fleurit l'hiver, est fortement lié à Banvou.
Ce saint Ernié semble avoir fourni quelques traits à la confection d'un personnage de la Table Ronde, Léonce de Payerne (Pagus Erneaie), régent du Banoïc dans les récits arthuriens.
Cette « gémellisation » des traits d'un personnage héroïque avec ceux d'un saint personnage est connue; elle a été étudiée par un clerc mayennais, l'abbé Moisan. De son côté l'érudit local René Bansard élargissant son champ de recherches à partir de ces constats, avait découvert dans cette région que d'autres ermites missionnaires du Bas-Maine, aux marches de la Normandie, étaient dans le même cas que saint Ernier; et que leurs hagiographies recoupaient les récits légendaires de plusieurs chevaliers de la Table Ronde :
saint Bômer (Bohamadus) et Baudemagu, le roi de Gorre, et surtout saint Fraimbault de Lassay (Sanctus Frambaldus de Laceio, soit le porteur (baldo) de lance (framée)) avec Lancelot du Lac, né en la Marche de Gaule et de Petite Bretagne, en la demeure de son père, Ban de Bénoïc.

« En la marche de Gaule et de Petite Bretagne, il y avait autrefois deux rois qui avaient épousé deux sœurs germaines, l'un s'appelait Ban de Banoïc et l'autre Bohort de Gannes. (incipit du Lancelot en prose, XIIIe siècle). »

 Il s'agit cependant d'interprétations littéraires, puisque Banvou n'a jamais été située sur la marche de Bretagne; à moins qu'il ne soit fait référence à la période d'expansion maximum de la Bretagne (867-933) qui incorporait alors le Cotentin et l'Avranchin.

### Temps modernes
En 1504, Chauvin, curé de Banvou, jouissait des offrandes et de la chapelle de Frédebise, ce qui lui était contesté par le curé de Lonlay-le-Tesson .
Vers 1544, la famille De Neuville, de très ancienne noblesse, possédait les fiefs de Banvou, qui dépendaient de la seigneurie de la Ferrière .
Vers 1577, Julien de Neuville est seigneur de Banvou, son frère Jean de Neuville est seigneur de Bois-Guillaume dans cette même commune, et Guy de Neuville est prieur de Saint-Frout (ou Front ?) .
En 1614, aveu rendu au roi par Joachim de Falaise, pour les terres de la Ferrière et les droits de ses seigneurs. Il s'agissait d'un fief de haubert, s'étendant sur les paroisses de la Ferrière-aux-Étangs, Dompierre, Champsecret, et Banvou .
En 1678, François Bigeon est vicaire de Banvou, le sieur Julien Geslin est porte bénitier, et De la Haye est le curé de Banvou .
En 1706, Nicolas de Neuville est le seigneur de Banvou .
En 1777, la population s'élève à environ 700 habitants de plus de 12 ans.
L'activité agricole dépend principalement de la production de seigle, d'avoine et de sarrasin; alors que l'activité industrielle se limite à la forge de la Gaudinière.
La cure dépendant de l'abbaye Saint-Martin de Sées procure un revenu de 700 livres.
La seigneurie de paroisse appartient à M. Lambert, et relève de la seigneurie de la Ferrière. 

### Époque contemporaine
En 1798, sous le Directoire, René Sauvage est ordonné prêtre en secret; après le Concordat de 1801 il est nommé curé de Banvou .

## Politique et administration
| Période   | Période   | Identité                        | Étiquette | Qualité                                                                        |
| --------- | --------- | ------------------------------- | --------- | ------------------------------------------------------------------------------ |
| 1826      | 1827      | Louis Émile Deshayes de Marcère |           |                                                                                |
|           |           |                                 |           |                                                                                |
| ?         | 1993      | Louis Jourdan                   |           |                                                                                |
| 1993      | mars 2008 | Jean-Louis Pellerin             | DVD       | Entrepreneur de travaux agricoles, vice-président de la communauté de communes |
| mars 2008 | juin 2011 | Martine Guérin                  | SE        | Laborantine (retraitée), décédée en cours de mandat                            |
| juin 2011 | En cours  | Joël Jourdan                    | SE        | Maire par intérim (été 2011), puis élu. Ancien 1er adjoint, entrepreneur       |

Le conseil municipal est composé de quinze membres dont le maire et deux adjoints.

## Démographie
L'évolution du nombre d'habitants est connue à travers les recensements de la population effectués dans la commune depuis 1793. Pour les communes de moins de 10 000 habitants, une enquête de recensement portant sur toute la population est réalisée tous les cinq ans, les populations de référence des années intermédiaires étant quant à elles estimées par interpolation ou extrapolation. Pour la commune, le premier recensement exhaustif entrant dans le cadre du nouveau dispositif a été réalisé en 2006.
En 2022, la commune comptait 630 habitants, en évolution de +1,45 % par rapport à 2016 (Orne : −3,21 %, France hors Mayotte : +2,11 %).
Banvou a compté jusqu'à 1 126 habitants en 1861.
| 1793  | 1800  | 1806  | 1821  | 1831  | 1836  | 1841  | 1846  | 1851  |
| ----- | ----- | ----- | ----- | ----- | ----- | ----- | ----- | ----- |
| 1 033 | 1 079 | 1 125 | 1 014 | 1 054 | 1 043 | 1 088 | 1 078 | 1 084 |

| 1856  | 1861  | 1866  | 1872  | 1876  | 1881  | 1886  | 1891 | 1896 |
| ----- | ----- | ----- | ----- | ----- | ----- | ----- | ---- | ---- |
| 1 073 | 1 126 | 1 057 | 1 045 | 1 066 | 1 025 | 1 029 | 955  | 893  |

| 1901 | 1906 | 1911 | 1921 | 1926 | 1931 | 1936 | 1946 | 1954 |
| ---- | ---- | ---- | ---- | ---- | ---- | ---- | ---- | ---- |
| 823  | 815  | 804  | 653  | 602  | 605  | 547  | 496  | 489  |

| 1962 | 1968 | 1975 | 1982 | 1990 | 1999 | 2006 | 2011 | 2016 |
| ---- | ---- | ---- | ---- | ---- | ---- | ---- | ---- | ---- |
| 535  | 488  | 436  | 418  | 441  | 456  | 586  | 659  | 621  |

| 2021 | 2022 | - | - | - | - | - | - | - |
| ---- | ---- | - | - | - | - | - | - | - |
| 620  | 630  | - | - | - | - | - | - | - |

## Lieux et monuments

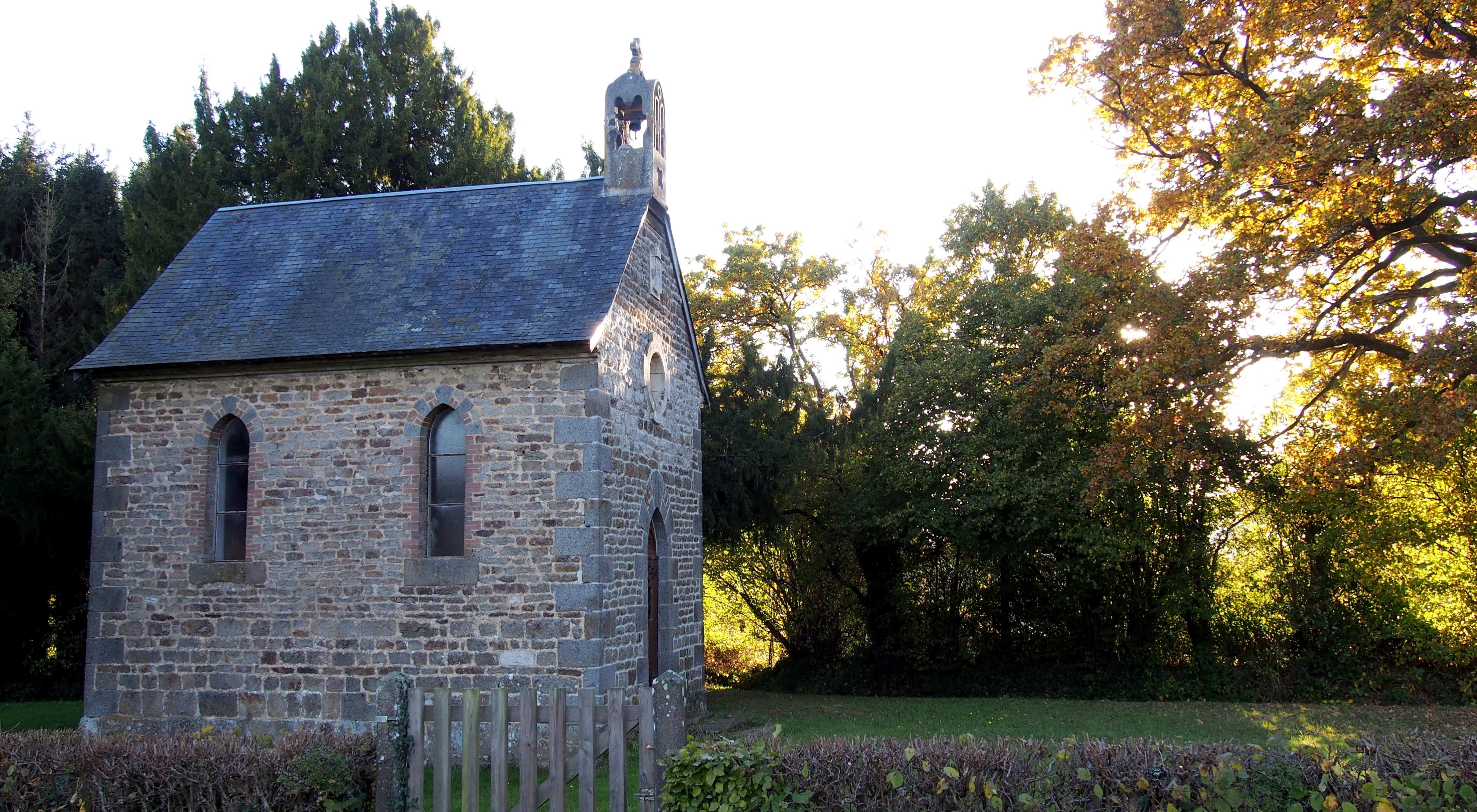
La chapelle Saint-Ernier.

- Église Saint-Ernier (XIXe) en pierre avec mobilier du XIXe.
- Chapelle Saint-Ernier et croix sculptée de 1695 : statue de saint Ernier[51], crédences[52].
- Pont mégalithique de la Vallée, en limite avec Le Châtellier.

## Activité et manifestations
La foire de la Saint-Ernier à lieu tous les ans le 9 août.
Comme à Ceaucé, il existait autrefois une procession lors de laquelle le doigt-reliquaire de Saint-Ernier était exposé et transporté de l'église de Banvou jusqu’à la chapelle du Vieux-Banvou, où il était alors immergé dans une fontaine lors d'un rituel pluviométrique. Lors de sécheresses exceptionnelles, des processions particulières étaient également organisées.
Endurance de cross tous les deux ans en septembre[réf. nécessaire].

## Personnalités liées à la commune
- Émile de Marcère (1828-1918), homme politique et dernier sénateur à vie français, est inhumé au cimetière.

## Héraldique
| Blason de Banvou | Blason  | D'argent fretté de gueules ; au chef d'argent au combattant médiéval à mi-corps, équipé d'un heaume et d'un bouclier, le tout au trait de sable, brochant sur une flèche du même posée en barre, accompagné de quatre mouchetures d'hermine de sable, deux en chef à dextre et deux en pointe à senestre. |
| Blason de Banvou | Détails | Le statut officiel du blason reste à déterminer. |